# Río Veiga
El río Veiga es un pequeño curso de agua que nace en Escudeiros (municipio de Braga), en la intersección del monte Penedo das Letras con el monte de Penedice. Recorre un valle fértil de 7 km, para finalmente desaguar en el río Este, entre las parroquias de Figueiredo y Lomar, ambas en el municipio de Braga.